# 城ヶ端初子
城ヶ端 初子（じょうがはな はつこ、1945年2月28日-）は、日本の看護学者、東京有明医療大学教授。

## 来歴
石川県珠洲市生まれ。1960年珠洲市立三崎中学校卒業、京都博愛会冨田准看護婦学校に入学。准看護婦として働きながら、定時制高等学校卒、1970年立命館大学法学部卒業。1971年堀川高等看護学院卒業、同教員となるが1975年日本看護協会看護研修学校教員養成課程卒業。看護婦となる。1992年滋賀県立短期大学看護学科教授。1994年ジョージ・メイソン大学大学院看護学研究科（看護管理学専攻）修士課程入学。1995年国際医療福祉大学保健学部看護学科教授。1997年佛教大学大学院教育学研究科（生涯教育専攻）修士課程修了。2001年岐阜大学医学部看護学科教授。2003年岐阜大学医学博士。2006年大阪市立大学医学部看護学科教授、東京有明医療大学大学院看護学研究科教授、2015年聖泉大学大学院看護学研究科教授。

## 著書
- 『マロニエの木かげで エッセイ出会いと学び』閑山房 1998
- 『やさしい看護理論 現場で活かせるベースの考え方』メディカ出版 メディカ・マイブックシリーズ 2000
- 『茜色の空に祈りて 人、旅、平和』久美 2001
- 『医学部看護学科教授の青春』さいろ社 2002
- 『かんご凛々』久美 2011
- 『わが心に生きる花たち』久美 2013

### 共編著・監修
- 『生と死の生涯学習』宮脇陽三共編 学文社 1999
- 『実践に生かす看護理論19』監修 医学芸術社 2005
- 『誰でも分かる看護理論 難しいなんて言わせない! モトになる考え方から読み解く入門編』改訂・増補版 監修 医学芸術社 NCブックス　2005
- 『「病」と看護職 生涯教育で何を学ぶか』編 金芳堂 2005
- 『看護理論と私』pt.1-2 編著 久美 2006-07
- 『ケアとケアリング 看護観をはぐくむはじめの一歩』編著 メディカ出版 やさしい看護理論 2007
- 『臨床で使いたくなる看護理論 ケースカンファレンスで実感!』編著 メディカ出版 2008
- 『看護マネジメントの基礎と応用』責任編集 樋口京子,坂口桃子, 作田裕美,桑鶴由美子共著 医学芸術新社 2010
- 『看護理論への招待』編著 久美 2010
- 『看護理論からの出発(たびだち)』編著 久美 2010
- 『看護理論家からの贈りもの』監修 久美 2013
- 『実践に生かす看護倫理』共著　久美出版 2015
- 『誰でもわかる看護理論』サイオ出版 2016
- 『ナイチンゲール賛歌』共著 サイオ出版 2016
- 『看護継続教育論』ーキャリア開発と看護継続教育ー 監修 久美出版 2016

### 翻訳
- T.M.マレッリ原著編『実務にいかす看護管理の基本』細野容子, 三好さち子共訳 医学書院 1998

## 論文
- Cinii